# اپه (نوردراین-وستفالن)
اپه (به آلمانی: Epe) یک منطقهٔ مسکونی در آلمان است که در گروناو، نوردراین-وستفالن واقع شده‌است. اپه ۱۵٬۳۰۰ نفر جمعیت دارد.